# William Lutley Sclater
William Lutley Sclater (23 settembre 1863 – Londra, 7 luglio 1944) è stato uno zoologo britannico.
Figlio di Philip Lutley Sclater (1829-1913), portava lo stesso nome del nonno paterno.
Dopo aver lavorato presso il museo di Calcutta, fu direttore del Museo del Sudafrica dal 1896 al 1906. Tra il 1909 e il 1944, lavorò presso il Museo di storia naturale di Londra.
Diresse la pubblicazione della rivista Ibis dal 1913 al 1930, presiedette la British Ornithologists' Union tra dal 1928 al 1933 e fu segretario della Royal Geographical Society dal 1931 al 1943. Venne ucciso da una V1 nel luglio 1944 a Londra.